# 弘道館 (皆川淇園)
弘道館（こうどうかん）は、江戸時代中期に皆川淇園が京都で建設した学問所。現在は文化の保存を目的とした公益財団法人有斐斎弘道館により運営されている。

## 概要
江戸中期の儒者皆川淇園の私塾であり、門人や大名の支持を得て建てられた。淇園は落成から1年と経たず亡くなっている。その後、淇園の子の篁斎が継いだが、間もなく衰退した。現在、址地には茶室を擁する数寄屋建築と南北に広がる茶庭があり、淇園の号をとって有斐斎弘道館として2009年に再生、京都市から「京都を彩る建物や庭園」に認定されている。

## 歴史
淇園の門人帖である「有斐斎受業門人帖」には1300人の名が記録されているが、その中には、小石元俊・松浦静山・帆足万里などがある。入門者の年齢は16歳～30歳が主であり、儒学の上級コースの塾であった。入門者の身分は武家・僧侶・医家など多岐にわたる。また日本全国から入門者が集まった。淇園の学は大名からの支持を受け、平戸藩の松浦静山をはじめ、近江の膳所藩、丹波亀山藩にも出講し、3000人とも言われた門人はこのような出講による門人も含めたものだと思われる。
弘道館の建設はかなり前から計画され、享和2年（1802年）には「京都において学文所取立申度趣意書」を奉行所に提出し、貧窮にある学生が途中で廃学することのないよう、宿舎や図書を備えた建物を建設するために土地の提供を要請した。この趣意書は採択されなかったが、平戸・宮津・膳所の諸侯たちの援助によって文化2年（1805年）に中立売室町西に弘道館を建築し、翌年の5月12日に落成した。淇園は翌年に亡くなっているため、弘道館で指導したのは1年に満たない期間であった。
淇園の死後は、門人たちの援助を受けながら、子の篁斎（こうさい）が継承し、次に穆斎（ぼくさい）が継いだが次第に衰退していった。

## 弘道館の再生
2009年弘道館の跡地へのマンション建築の動きに対して、江戸時代研究者や文化人らによる保存運動が行われ、弘道館跡地に建っていた屋敷や庭の整備が始まった。
公益財団法人有斐斎弘道館の運営により、茶道、和歌、能に関する講座を「チャカポン（井伊直弼のあだ名。茶の湯と和歌、ポンとなる能の鼓）」という言葉を用いて開催している。

## ギャラリー
有斐斎弘道館

## 交通アクセス
京都市営地下鉄烏丸線丸太町駅もしくは今出川駅下車。徒歩8分